# Pjotr Iwanowitsch Strachow
Pjotr Iwanowitsch Strachow (russisch Пётр Иванович Страхов; * 22. Junijul. / 3. Juli 1757greg. in Moskau; † 12. Februarjul. / 24. Februar 1813greg. in Nischni Nowgorod) war ein russischer Physiker, Hochschullehrer und Rektor der Universität Moskau (MGU).

## Leben
Strachows Vorfahren waren Adlige aus Schuja. Der Großvater wurde Dorfpriester. Der Vater war Dorfküster und nahm eine Stelle in Moskau an. Strachow war das jüngste Kind und zeigte schon früh seine besonderen Fähigkeiten. Als Achtjähriger las er die Kirchenbücher, er half seinem Vater beim Abschreiben alter Chroniken und interessierte sich für die russische Geschichte. Im August 1768 wurde er in das Gymnasium an der MGU aufgenommen. Von August 1771 bis September 1772 war der Unterricht wegen der Pest unterbrochen.
Nach dem Schulabschluss 1774 wurde Strachow auf Anordnung des Direktors der MGU Michail Wassiljewitsch Priklonski als Student an der philosophischen Fakultät der MGU eingeschrieben. Er hörte die Vorlesungen über Angewandte Mathematik und Experimentalphysik von Johann Joachim Rost, der ihn als Hauslehrer für seine Kinder anstellte.
Nach dem Studienabschluss 1778 war Strachow Sekretär des Kurators der MGU Michail Matwejewitsch Cheraskow. Strachow lernte Nikolai Iwanowitsch Nowikow und den Universitätsdichter Jermil Iwanowitsch Kostrow kennen, deren Gespräche Strachows literarische Fähigkeiten förderten. 1780 leitete Strachow die MGU-Freimaurerloge Hermes. Im Auftrag Nowikows übersetzte Strachow 1785 das Buch Des Erreurs et de la Vérité Ou Les Hommes rappelés au Principe Universel de la Science von Louis Claude de Saint-Martin. Im gleichen Jahr wurde Strachow zusammen mit dem Neffen Cheraskows von der Brüderlichen Gelehrtengesellschaft nach Westeuropa geschickt, um das Bildungssystem aus Universitäten, Gymnasien und sonstigen Studieneinrichtungen kennenzulernen. Nach den Aufenthalten in Böhmen, Mähren, der Schweiz, Österreich, Frankreich und Deutschland stellte er fest, dass die dortigen Universitäten in moralischer Hinsicht keine Vorbilder seien, dass sie aber durch die große Vielfalt der Lehrstühle und die reichhaltigen Bibliotheken, Museen und Lehrmittelsammlungen der MGU überlegen seien.
Nach der Rückkehr wurde Strachow zum außerordentlichen Professor ernannt. Ab September 1786 wurde er zunächst Hauptaufseher des Adelspensionats an der MGU und dann Inspektor der beiden Abteilungen des Gymnasiums an der MGU. 1791 nach dem Tode Rosts wurde dessen Lehrstuhl aufgeteilt. Den neuen Lehrstuhl für Mathematik erhielt Michail Iwanowitsch Pankewitsch, während Strachow nun als ordentlicher Professor den neuen Lehrstuhl für Experimentalphysik erhielt. Da ihm das formelle Zeugnis für Physik fehlte, musste er dazu eine spezielle Dissertation über die Bewegung von Körpern im Allgemeinen und von Himmelskörpern im Besonderen verteidigen. Strachows Experimentalvorlesungen waren sehr beliebt, zumal sie erstmals an der MGU auf Russisch erfolgten. Der Universitätsleiter Pawel Iwanowitsch Fonwisin ließ für Strachows Vorlesungen einen speziellen Hörsaal einrichten und stellte einen Raum für ein physikalisches Kabinett zur Verfügung. Strachow gab Mathurin-Jacques Brissons Lehrbuch Dictionnaire raisonné de physique auf Russisch heraus (1800–1803) und schrieb dann ein eigenes Lehrbuch der Physik (1803–1808), das 1810 erschien. Er hielt auch öffentliche Vorlesungen mit effektvollen Experimentalvorführungen, die Nikolai Michailowitsch Karamsin regelmäßig besuchte.
Erstmals in Russland wies Strachow experimentell die elektrische Leitfähigkeit des Wassers und nasser Erde nach, wozu er Experimente auch außerhalb des Laboratoriums in der Landschaft durchführte. Über den Demonstrationsversuch der Leitung des elektrischen Stroms in Moskau quer durch die Moskwa 1802 berichtete das Journal der Moskauer Gesellschaft der Naturforscher. Auch untersuchte er das Gefrieren und Verdampfen von Quecksilber. Ein Arbeitsschwerpunkt war die Atmosphärenphysik. 1808 organisierte er die systematische Wetterbeobachtung, über die in den Moskowskije Wedomosti berichtet wurde.
Im September 1803 wurde Strachow zum Korrespondierenden Mitglied der St. Petersburger Akademie der Wissenschaften gewählt. Im gleichen Jahr wurde er Dekan der philosophischen Fakultät der MGU. 1805 wurde er zum Ehrenmitglied der Moskauer Gesellschaft der Naturforscher gewählt, und er erhielt den Orden der Heiligen Anna II. Klasse mit Diamanten.
Im Mai 1805 wählte der Universitätsrat der MGU Strachow zum Rektor als Nachfolger von Chariton Andrejewitsch Tschebotarjow. In Strachows Amtszeit wurde Matwei Fjodorowitsch Kasakow als Universitätsarchitekt eingestellt, der dann das Hauptgebäude der Universität baute. Die Zahl der Hörsäle wurde vergrößert, die Bibliothek wurde erweitert, und die Verpachtung der Universitätsdruckerei wurde beendet. Strachow bemühte sich, das wegen einer neuen Regierungsverordnung von der Schließung bedrohte Gymnasium bei der MGU er erhalten, das mit Mitteln aus der Universitätsdruckerei und einer großen Summe von Pawel Grigorjewitsch Demidow unterhalten wurde.
1807 gab Strachow aus Gesundheitsgründen das Rektorenamt auf, ließ sich aber noch zweimal zum Dekan der physikalisch-mathematischen Abteilung wählen (1809–1811, 1812–1813). Strachows Nachfolger im Rektorenamt wurde Theodor Grigorjewitsch Bause. 1808–1812 führte Strachow im Auftrag des Kurators des Wissenschaftsbezirks Graf Alexei Kirillowitsch Rasumowski die täglichen Wetterbeobachtungen fort. 1809 entdeckte er zusammen mit Ferdinand Friedrich von Reuß das Phänomen der Elektrophorese.
Strachow war Ehrenmitglied der Kaiserlichen Medizinisch-Chirurgischen Akademie und vieler ausländischer Gelehrtengesellschaften, der Universität Charkow, der Gesellschaft für Geschichte und Russische Altertümer, der Gesellschaft der Freunde der Russischen Literatur, der Herzöglichen Lateinischen Gesellschaft zu Jena und der Gesellschaft der Verfechter der Ärztlichen und Physischen Wissenschaften. Er liebte das Theater und übersetzte Jean-Jacques Barthélemys Voyage du jeune Anacharsis en Grèce (1803–1809).
Während des Französisch-Russischen Krieges 1812 leitete Strachow die Evakuierung des Universitätsbesitzes. Er gelangte zunächst nach Wladimir und dann nach Nischni Nowgorod, wo er starb und begraben wurde.
Strachows Neffe war der Mediziner Pjotr Illarionowitsch Strachow, der Ehrenmitglied der MGU wurde.